# Olympic/Viking Helsingborg HK
Il Olympic/Viking Helsingborg HK è una squadra di pallamano maschile svedese con sede a Helsingborg.

È stata fondata nel 1994 dalla fusione del Vikingarnas IF e HF Olympia.

## Palmarès

### Titoli nazionali
- Campionato svedese: 3
1960-61, 1966-67, 1980-81.